# 北信越地方

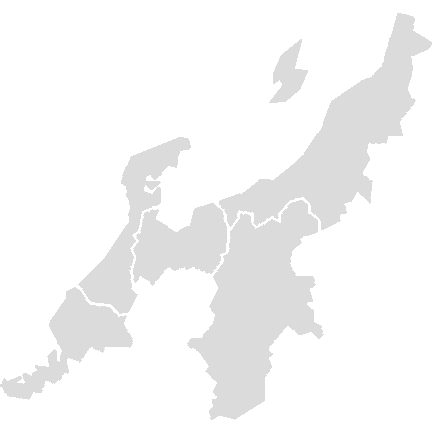
北信越地方

北信越地方（日语：／ Hokushietsu Chihō */?）一般指的是北陸地方與信越地方的合稱。包括了福井縣、石川縣、富山縣、長野縣和新潟縣五縣。也有北陸信越地方（ほくりくしんえつちほう）這種叫法。